# Sade
Helen Folasade Adu (joruba: Fọláṣadé Adú født 16. januar 1959 i Ibadan, Nigeria bedst kendt som Sade Adu) er en sangerinde, komponist og producer fra Storbritannien. 
Sade Adu er med flere end 50 mio. solgte album blandt de bedst sælgende britiske kvindelige sangere gennem tiderne - kun overgået af Adele og Annie Lennox.

## Baggrund
Sade Adu blev født i Nigeria som barn af en nigeriansk far og en engelsk mor. Da forældrene blev skilt, flyttede Sade Adu med moderen til England. Som 18-årig flyttede Sade til London for at studere ved Central Saint Martins College of Art and Design. 
Under studietiden var hun sanger i funkbandet "Arriva" og senere "Pride". Hendes sang "Smooth Operator" opnåede stor interesse fra pladeselskaberne, og i 1983 indgik hun pladekontrakt med Epic Records. Sade Adu tog tre medlemmer fra Pride med over i det nye regi, der fik navnet Sade.

## Karriere
Bandets første udgivelse med Sade Adu i front var singlen "Your Love Is King", der blev et stort hit. Singlen blev udsendt 25. februar 1984 i Storbritannien, hvor den opnåede en 6. plads på hitlisterne. "Your Love Is King" er den dag i dag den bedst sælgende single fra bandet. Opfølgeren "When Am I Going to Make a Living" blev et mindre hit, men Sade Adu opnåede stor succes med bandets debutalbum Diamond Life, der blev udsendt 16. juli 1984.
Sade Adu har skrevet de fleste af numrene på bandets albums; mange af dem dog i samarbejde med Stuart Matthewman, der også var medlem af bandet "Pride".

## Priser
Sade Adu modtog i 2002 den britiske "Order of the British Empire" for sit bidrag til populærmusikken.

## Diskografi (med Sade)

### Studiealbum
- 1984: Diamond Life
- 1985: Promise
- 1988: Stronger Than Pride
- 1992: Love Deluxe
- 2000: Lovers Rock
- 2010: Soldier of Love

### Andre album
- 1992: Remix Deluxe
- 1994: The Best of Sade
- 2002: Lovers Live
- 2011: The Ultimate Collection
- 2012: Bring Me Home Live 2011